# Babybel

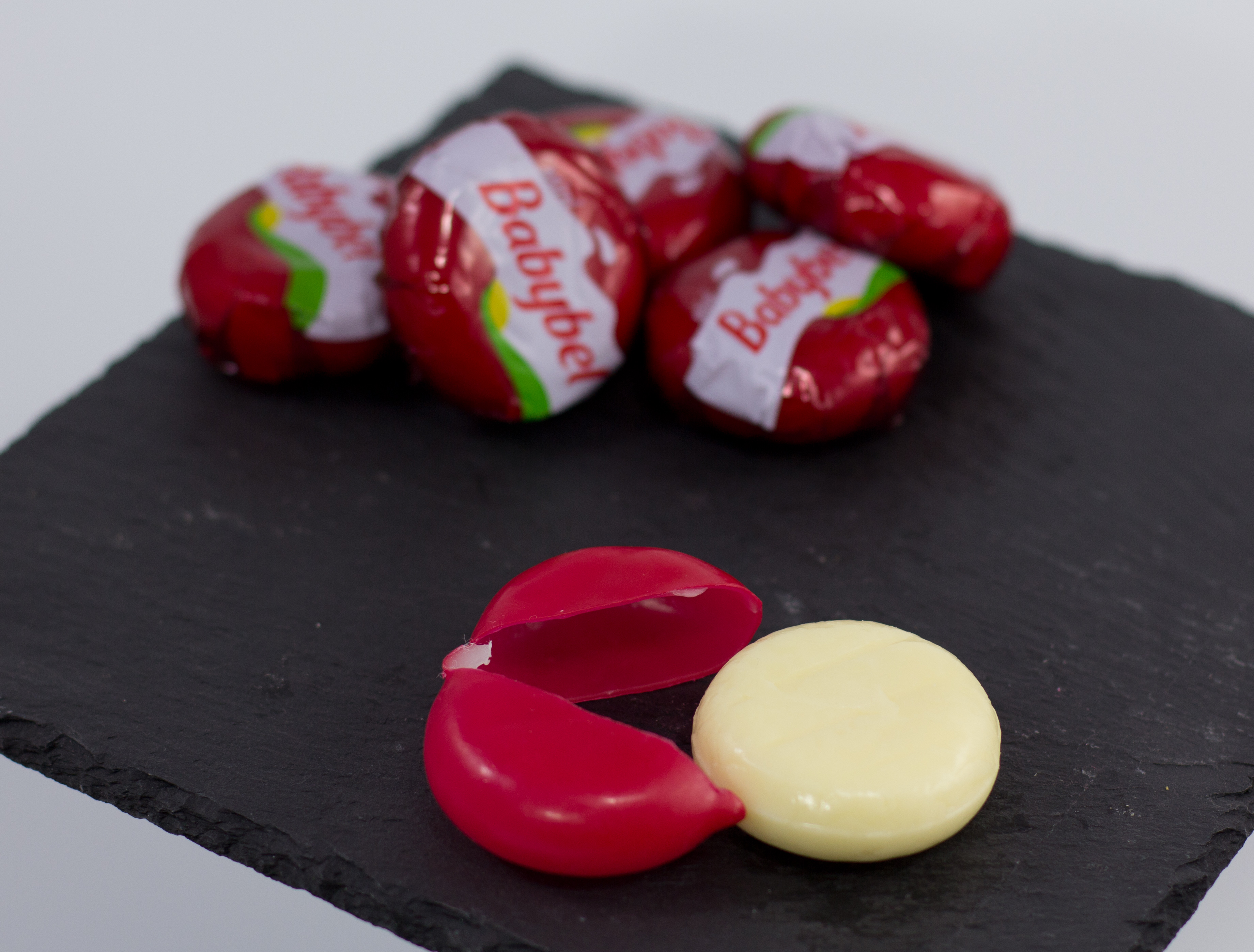
Mini Babybel

Babybel ist der Markenname eines von der Molkerei Fromageries Bel in Frankreich industriell hergestellten halbfesten Schnittkäses aus Kuhmilch.

## Geschichte
Seit 1952 ist der rote Babybel in kleinen runden Laiben mit Paraffinüberzug im Handel erhältlich, wodurch er bis zu 10 Tage auch ungekühlt aufbewahrt werden kann. Er ist die kleine Version des Bonbel, der früher in gleichen ca. 150 g fassenden Paraffinpackungen verkauft wurde. Sein Geschmack ist mild, die Konsistenz bei Zimmertemperatur relativ weich.

## Varianten
Es gibt mehrere Arten von Babybel, die sich in Größe, Fettgehalt und Geschmack unterscheiden. Die wohl verbreitetste Form ist der Mini Babybel mit 45 % Fett in der Trockenmasse (F. i. Tr.), der als Gebinde im Kunststoffnetz mit 5, 6, 7, 9 oder 10 × 20 g in den Handel kommt; die im Herkunftsland Frankreich verkauften Mini Babybel wiegen 22 g pro Stück. In manchen Verpackungseinheiten des Mini Babybel ist ein kleines Pfännchen aus Polypropylen beigefügt, in dem ein einzelner Käse im Mikrowellenherd geschmolzen werden kann.
Es wurden auch Mini-Babybel Varianten in folgenden Farben auf den Markt gebracht:
- Hellblau: Balance als fettreduzierte Variante mit halb so viel Fett.
- Schwarz: Erhöhter Proteingehalt. Bis auf die Verpackung identisch zur fettreduzierten Variante.[3]
- Orange: „Würziger“ Geschmack.
- Grün: Zuerst „feine Kräuter“ (um 2005 erhältlich[4]), gefolgt von einer Variante aus Ziegenmilch (bis 2014 erhältlich). Seit 2024 wird die Farbe für die vegane Variante verwendet.
- Violett: mit Szechuanpfeffer; ersetzt durch eine Variante mit Cheddar Geschmack.
- Gelb: Früher „nach Emmentaler Art“[4]; inzwischen nur noch als „mild-nussig“ beschrieben.

Des Weiteren gibt es noch eine größere Variante, Babybel Maxi, mit nur einem Käse von 200 g oder 380 g Gewicht pro Verpackung und 50 % F. i. Tr., Babybel Scheiben und Babybel Mini Rolls.
Nach Angaben des Herstellers werden alle Varianten außer dem veganen grünen Mini-Babybel ohne Konservierungsstoffe hergestellt.

## Nährwerte
| je 100 g                    | Mini Babybel Rot   | Mini Babybel Light | Mini Babybel Emmentaler Art | Original Babybel   | Babybel vegan      |
| --------------------------- | ------------------ | ------------------ | --------------------------- | ------------------ | ------------------ |
| Energiewert                 | 1225 kJ (293 kcal) | 870 kJ (208 kcal)  | 1320 kJ (317 kcal)          | 1360 kJ (328 kcal) | 1032 kJ (248 kcal) |
| Fett                        | 24 g               | 12 g               | 25 g                        | 27,5 g             | 18 g               |
| davon gesättigte Fettsäuren | 16 g               | 8 g                | 18 g                        | 18,5 g             | 16 g               |
| Kohlenhydrate               | unter 0,1 g        | unter 0,1 g        | unter 0,1 g                 | unter 0,1 g        | unter 21 g         |
| davon Zucker                | unter 0,1 g        | unter 0,1 g        | unter 0,1 g                 | unter 0,1 g        | unter 0,5 g        |
| Eiweiß                      | 21,5 g             | 25 g               | 23 g                        | 20 g               | unter 0,5 g        |
| Natrium                     | 1,8 g              | 1,8 g              | 1,5 g                       | 1,8 g              | 1,9 g              |
| Calcium                     | 700 mg             | 760 mg             | 760 mg                      | 690 mg             |                    |